# Michael Joseph Savage
Pour les articles homonymes, voir Savage et Michael Savage.
Michael Joseph Savage, né le 23 mars 1872 à Tatong (en) près de Benalla dans la colonie du Victoria en Australie, et mort le 27 mars 1940 à Wellington en Nouvelle-Zélande, est un syndicaliste et homme d'État néo-zélandais. Premier ministre de Nouvelle-Zélande du 6 décembre 1935 jusqu'à sa mort, il dirige le premier gouvernement travailliste de l'histoire du pays. Il instaure le premier État-providence dans l'Empire britannique, transformant profondément la société de son pays, améliorant grandement le niveau de vie de ses compatriotes, et faisant de la Nouvelle-Zélande le « laboratoire social du monde ». L'un des Premiers ministres les plus influents du pays, il demeure aussi le mieux aimé et le plus populaire, ; longtemps après sa mort, de nombreux foyers conservent son portrait dans leur salon. En 1999, le journal New Zealand Herald le reconnaît comme la personnalité néo-zélandaise la plus importante du XXe siècle, estimant qu'il a fait plus que tout autre pour « forger le pays dans lequel nous vivons aujourd'hui ».

## Jeunesse et débuts
Michael Savage naît en Australie dans une famille d'immigrés irlandais catholiques. Il est le plus jeune de huit enfants. Sa mère décédant lorsqu'il a cinq ans, il est principalement élevé par l'une de ses sœurs, Rose. La mort de Rose en couches lorsqu'il a dix-neuf ans le bouleverse, de même que celle de son frère Joseph, dont il est très proche. C'est à cette occasion qu'il ajoute au sien le prénom du frère qu'il a perdu.
Il commence à travailler dans une boutique de vins et de spiritueux à l'âge de quatorze ans, tout en poursuivant son éducation par des cours du soir. Dans le même temps, il travaille bénévolement comme pompier et comme trésorier d'une association de collecte de fonds pour l'hôpital local. Petit mais fort et très sportif, il est connu de sa communauté comme boxeur et comme haltérophile.
En 1893, l'économie australienne est frappée par une dépression, et Savage perd son emploi. Il part à pied à la recherche de travail en Nouvelle-Galles du Sud, et est employé pour creuser des fossés pour l'irrigation d'une gigantesque ferme à Narrandera. Il y travaille durant sept ans, effectuant divers travaux manuels. C'est là qu'il se syndique, rejoignant l'Union générale des travailleurs (General Labourers' Union). Il s'intéresse aux écrits et aux théories politiques radicales des Américains Henry George et Edward Bellamy, qui demeureront pour lui une source d'inspiration.
En 1900 il part prospecter l'or dans les mines près de Rutherglen, dans le Victoria. Il s'engage dans le Conseil politique travailliste du Victoria (Political Labor Council of Victoria). La fermeture des mines en 1907, toutefois, l'amène à émigrer en Nouvelle-Zélande. Il arrive à Wellington le 9 octobre, et part travailler dans le nord du pays, « coupant le phormium dans les marais de Manawatu ». En 1908 il devient caviste à Auckland. Il devient bientôt président du syndicat des employés des marchands de vins et de spiritueux d'Auckland. Dans le même temps, il devient président de la branche d'Auckland du Parti socialiste de Nouvelle-Zélande. En 1911 il devient président de la branche d'Auckland de la Fédération néo-zélandaise du Travail (New Zealand Federation of Labour), syndicat de la gauche radicale connu sous le nom de Red Fed (la « Fédération rouge »).

## Engagement politique
Aux élections législatives de 1911, il est le candidat du Parti socialiste pour la circonscription d'Auckland-centre. Il termine deuxième, battu par le candidat du Parti libéral. Poursuivant son engagement syndical, il est très impliqué dans plusieurs mouvements de grève en 1912 et 1913, dont la grande grève des dockers de 1913 (en), qui est toutefois un échec. Aux élections de 1914, Il est candidat malheureux du Parti social-démocrate à Auckland-centre. Après cette défaite, il aide à fédérer les mouvements de représentation politique des syndicats à Auckland.
Durant la Première Guerre mondiale, il s'oppose publiquement à la conscription. Il participe à la fondation du Parti travailliste en 1916. Il en devient le vice-président au niveau national en 1918, et vice-chef du parti en 1922, sous Harry Holland.

## Député
Aux élections de 1919, il est élu député travailliste de la circonscription d'Auckland-ouest à la Chambre des représentants. Il est alors l'un des huit députés du jeune parti. Il s'efforce d'attirer des électeurs au-delà du monde ouvrier urbain, se rendant fréquemment dans les régions rurales. Il introduit plusieurs propositions de loi pour la création d'allocations familiales. Si ses propositions ne sont pas retenues par le Parlement, le gouvernement conservateur de Gordon Coates s'en inspire ouvertement pour faire adopter une loi instaurant des allocations familiales en 1926.
En octobre 1933, à la mort de Harry Holland, Savage devient chef du Parti travailliste. Le pays est alors en proie à la Grande Dépression. Frappé par la misère de tant de ses concitoyens, il voyage à travers le pays pour les mobiliser, défendre et expliquer les propositions des Travaillistes. Bon orateur, il s'exprime avec « sincérité, force et éloquence ». Il incarne pour le parti une image d'« humanitarisme frappé de bon sens », qui porte au sein de l'électorat.

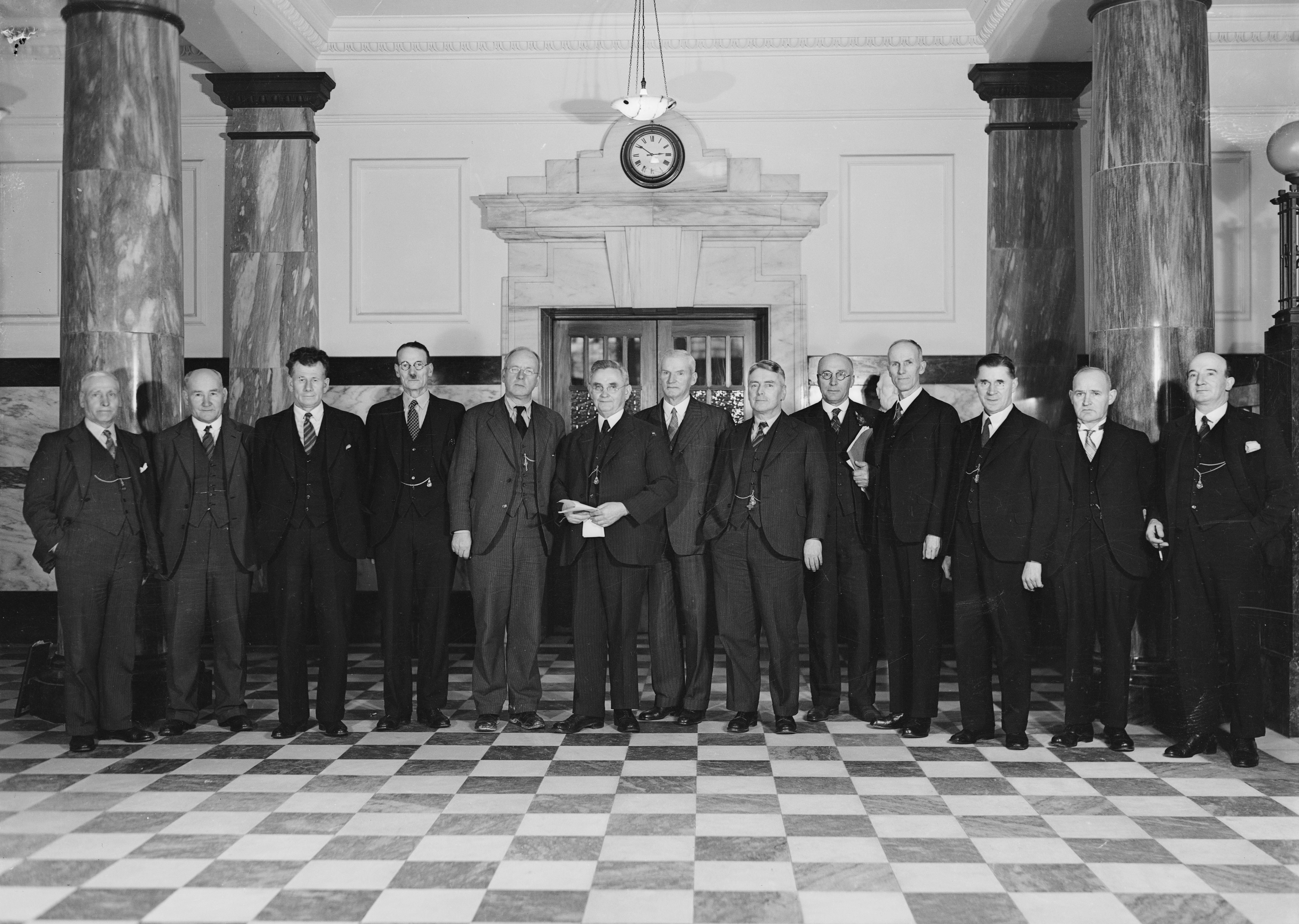
Le gouvernement Savage en juin 1936.

## Premier ministre
Aux élections de 1935, les Travaillistes remportent cinquante-trois sièges sur quatre-vingt. C'est leur première victoire à des élections législatives. Les deux députés maori du mouvement Ratana se joignent à eux, consolidant leur majorité. Michael Savage devient Premier ministre le 6 décembre. Il exerce également la fonction de ministre des Affaires étrangères durant tout son mandat.
Son gouvernement en 1935 est le suivant : 
| Nom                   | Nom | Fonctions                                                                                     |
| --------------------- | --- | --------------------------------------------------------------------------------------------- |
| Michael Joseph Savage |     | Premier ministre Ministre des Affaires étrangères                                             |
| Walter Nash           |     | Ministre des Finances                                                                         |
| Rex Mason             |     | Ministre de la Justice                                                                        |
| Bill Parry            |     | Ministre de l'Intérieur                                                                       |
| Frederick Jones       |     | Ministre de la Défense Ministre des Postes et des Télécommunications (en: Postmaster-General) |
| Peter Fraser          |     | Ministre de l'Éducation                                                                       |
| Tim Armstrong         |     | Ministre de l'Emploi                                                                          |
| Dan Sullivan          |     | Ministre des Industries et du Commerce                                                        |
| Lee Martin            |     | Ministre de l'Agriculture                                                                     |
| Frank Langstone       |     | Ministre des Terres                                                                           |
| Paddy Webb            |     | Ministre des Mines                                                                            |
| Bob Semple            |     | Ministre des Travaux publics                                                                  |
| Mark Fagan            |     | Ministre chargé des relations avec le Parlement (en: Leader of the Legislative Assembly)      |

### Politique sociale et économique
La Nouvelle-Zélande possédait déjà un statut de pionnière en matière de politiques sociales progressistes, avec notamment l'instauration de pensions de vieillesse et l'amélioration des conditions de travail et de vie des ouvriers sous le Premier ministre libéral Richard Seddon à la fin du XIXe siècle. Les Travaillistes dans les années 1930 se réclament de cet héritage.
Le gouvernement Savage lance une politique de relance et de nationalisations, à commencer par celle de la Banque de réserve de la Nouvelle-Zélande en 1936. L'État s'engage sur la construction de logements, et fixe les prix des produits laitiers, pour garantir un revenu aux producteurs. Dès 1935 et 1936, le gouvernement lance une grande politique de travaux publics pour résorber le chômage, introduit la semaine de quarante heures de travail (au lieu de quarante-quatre), introduit un salaire minimum et accorde une semaine de congés payés. Ces mesures sont inédites, radicales et très populaires ; la Nouvelle-Zélande lors des premières années Savage est parfois perçue comme le pays « le plus à gauche au monde en-dehors de l'Union soviétique ».
En 1938 Savage et son ministre de la Santé Peter Fraser introduisent une loi de sécurité sociale. Celle-ci introduit la gratuité des soins de santé pour tous, et accroit les pensions de retraite pour les pauvres. Cette loi, adoptée avant les élections de 1938, ne doit entrer en vigueur qu'au 1er janvier 1939. Ainsi, l'opposition conservatrice aurait l'occasion de l'abroger, ce qui place l'enjeu de la sécurité sociale au cœur de la campagne électorale. Les vibrants plaidoyers de Savage durant la campagne marquent les consciences et les mémoires. Les Travaillistes remportent aisément les élections, passant de 46 à 56 % des voix. 
Dans le cadre de l'alliance avec le mouvement Ratana, le gouvernement travailliste se soucie d'améliorer l'accès des Maori à l'éducation, à l'emploi et à la santé, abroge des mesures discriminatoires à leur encontre, et répond de manière favorable à certaines revendications concernant les terres autochtones aliénées.

### Politique étrangère et impériale
L'arrivée au pouvoir de Michael Savage mène au début de la décolonisation des Samoa occidentales, territoire administré par la Nouvelle-Zélande sous mandat de la Société des Nations depuis la fin de la Première Guerre mondiale. Savage reconnaît et légalise le mouvement mau, le mouvement anti-colonial samoan, en juin 1936. Il révoque l'exil imposé à Olaf Nelson, l'une des principales figures du Mau, et introduit les débuts d'une autonomie démocratique pour la colonie.
En 1935, la Nouvelle-Zélande est un État souverain membre de ce qui est alors le Commonwealth britannique, reconnaissant symboliquement le monarque du Royaume-Uni comme roi de Nouvelle-Zélande. C'est ainsi que le gouvernement Savage se trouve confronté à la crise d'abdication d'Édouard VIII en 1936. Si celle-ci est principalement une affaire britannique, Savage fait valoir qu'à ses yeux le roi n'a nul besoin d'abdiquer. Il se rend naturellement au Royaume-Uni pour le couronnement du nouveau roi George VI en 1937.
Bien plus grave pour la Nouvelle-Zélande est la montée des fascismes et des tensions en Europe, ainsi que dans l'Asie-Pacifique avec l'agressivité de l'impérialisme japonais. En 1937, Savage critique la politique d'apaisement menée par le Premier ministre britannique Neville Chamberlain face aux actes d'agression commis par les puissances fascistes : l'invasion de la Chine par le Japon, celle de l'Éthiopie par l'Italie, ou encore le réarmement de l'Allemagne. Dans la mesure où la politique étrangère du Royaume-Uni a des conséquences pour l'ensemble de l'Empire britannique, y compris pour les membres indépendants du Commonwealth, Savage demande que les dominions (Nouvelle-Zélande, Australie, Canada, Afrique du Sud, Terre-Neuve, Irlande) soient davantage consultés. Le Premier ministre néo-zélandais se trouve néanmoins seul à défendre cette position critique ; ses homologues australien (Joseph Lyons) et canadien (Mackenzie King) se désolidarisent de lui, tandis que l'opposition conservatrice en Nouvelle-Zélande lui reproche ses remarques.
Sous Savage, la Nouvelle-Zélande, qui avait traditionnellement soutenu les positions du Royaume-Uni à la Société des Nations, prend ses distances vis-à-vis de la mère-patrie. Il exprime son désaccord lorsque le Royaume-Uni poursuit une politique d'apaisement vis-à-vis du régime fasciste de Francisco Franco en Espagne, ou lorsque le Royaume-Uni ne souhaite pas que la Société des nations condamne les agissements du Japon en Chine. En 1938, Savage critique publiquement les accords de Munich et l'acceptation par les Britanniques de l'annexion d'une partie de la Tchécoslovaquie par les Allemands. La presse néo-zélandaise s'indigne, accusant Savage d'avoir porté atteinte, de manière « embarrassante et déplorable », à l'unité de l'Empire. Pour sa part, Savage, s'inquiétant de la capacité du Royaume-Uni de défendre la Nouvelle-Zélande en cas d'attaque japonaise, songe déjà à diversifier les productions et relations commerciales de son pays, fortement dépendants de l'exportation vers le marché britannique. 
Lorsque le Royaume-Uni entre en guerre contre l'Allemagne nazie, Michael Savage est en convalescence après une opération chirurgicale difficile, dont il ne se remettra jamais. C'est donc Peter Fraser, le numéro deux du gouvernement, qui déclare la guerre à l'Allemagne au nom de la Nouvelle-Zélande le 3 septembre. Deux jours plus tard, Michael Savage, toujours très affaibli, s'adresse à la nation néo-zélandaise à la radio depuis son lit, à son domicile. Son discours est passé à la postérité. Rappelant que son pays ne ressent aucune haine envers le peuple allemand, et que des millions d'Allemands ordinaires souhaitent la paix, il ajoute :
« [D]epuis près d'un siècle, à l'abri derrière le bouclier sans faille du Royaume-Uni, nous avons joui de notre liberté et de notre autonomie chéries. Avec à la fois de la gratitude pour le passé et confiance en l'avenir, nous nous rangeons sans peur au côté du Royaume-Uni. Là où il va, nous irons. Là où il se tient, nous nous tiendrons. Nous ne sommes qu'une nation petite et jeune, mais tous ensemble nous sommes une bande de frères et nous marchons de l'avant, nos cœurs et nos esprits unis, vers une destinée commune ».
Fidèle à ses positions durant la Première Guerre mondiale, il refuse d'imposer la conscription. Il s'exprime à la radio pour encourager la mobilisation, mais sur la base du volontariat. La conscription sera néanmoins introduite après sa mort. 

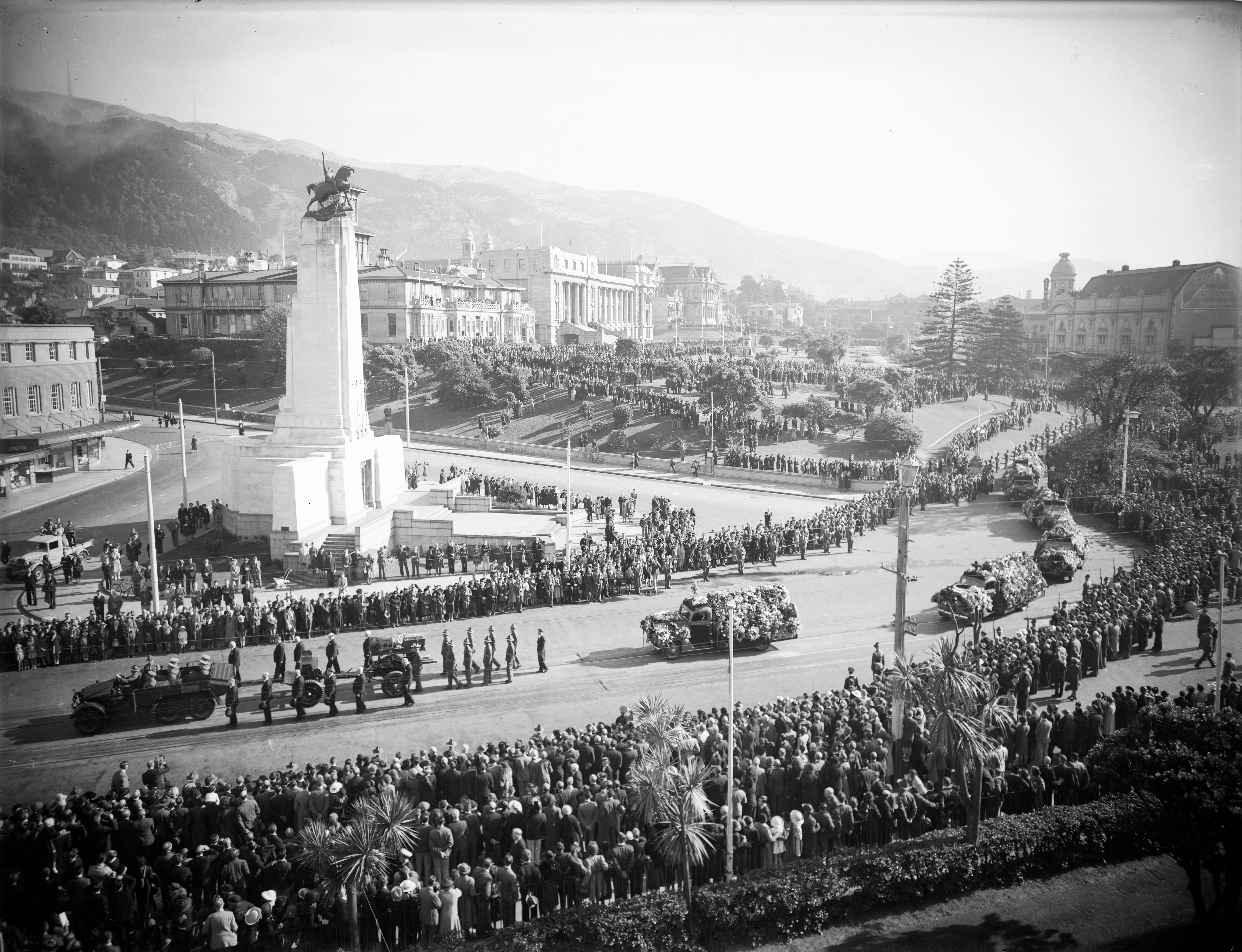
Les funérailles d'État de Michael Savage, avril 1940.

## Décès et héritage
En août 1938, Michael Savage se voit diagnostiquer un cancer du colon, nécessitant d'urgence une opération chirurgicale. Mais le Parlement est alors en plein débat sur la loi de sécurité sociale, et des élections se profilent ; le Premier ministre ne souhaite ni interrompre son travail, ni paraître faible et malade aux yeux du public. Il retarde l'opération. Le 1er août 1939, il s'effondre, et est hospitalisé. Il reprend le travail, mais est visiblement affaibli. Au sein du parti, le député John Lee se positionne déjà comme son successeur, et tente de le désarçonner, menant campagne contre lui au motif qu'il ne serait plus en mesure de diriger le parti. La riposte cinglante de Savage lors d'une conférence du parti le 25 mars 1940 enterre la carrière politique de John Lee, et accroît la sympathie du public à l'égard du Premier ministre. Deux jours plus tard, il décède à son domicile, à l'âge de 68 ans. Des centaines de milliers de Néo-Zélandais participent à son cortège funèbre lors de ses obsèques d'État. 
Michael Savage meurt au sommet de sa popularité. Les bienfaits générés par ses politiques progressistes, ainsi que « sa personnalité bienveillante et chaleureuse », font de lui « le mieux aimé de tous les Premiers ministres de Nouvelle-Zélande »,. Son gouvernement a « formé la base de l'économie politique de la Nouvelle-Zélande pour les quarante ans qui suivent », jusqu'aux réformes libérales des années 1980 et 1990, impulsées par le gouvernement travailliste de David Lange.  